# 后柳镇
后柳镇，是中华人民共和国陕西省安康市石泉县下辖的一个乡镇级行政单位。
2011年，中坝乡被撤销，辖境并入后柳镇。

## 行政区划
后柳镇下辖以下地区：
后柳集镇社区、鲤鱼村、永红村、群英村、黑沟河村、新元村、一心村、瓦屋村、牛石川村、前峰村、磨石村、中坝村、汉阴沟村、长安村、金齐村、柏桥村、长兴村和黄村坝村。